# 岡昌志
岡 昌志（おか まさし、1955年〈昭和30年〉7月11日 - ）は、日本の実業家。ソニーフィナンシャルグループ株式会社シニアアドバイザー。東京都出身。学位は法学士（東京大学・1979年）。
MUFGユニオンバンクN.A.頭取兼CEO、株式会社三菱東京UFJ銀行（現・株式会社三菱UFJ銀行）専務執行役員、米州MUFGホールディングス・コーポレーション取締役会長、株式会社ニコン代表取締役副社長兼CFO、ソニーグループ株式会社上席事業役員、ソニーフィナンシャルグループ株式会社代表取締役社長兼CEO、ソニーフィナンシャルベンチャーズ株式会社代表取締役社長等を歴任した。

## 経歴
東京大学法学部を卒業後、1979年に三菱銀行（現・三菱UFJ銀行）に入行。シンジケーション部部長、執行役員、常務執行役員などを経て、2010年にユニオンバンク（現・MUFGユニオンバンク）頭取兼CEOに就任。2014年に三菱東京UFJ銀行（現・三菱UFJ銀行）顧問に就任。2016年にニコンに移籍し、代表取締役副社長兼CFOに就任。2019年にソニーフィナンシャルホールディングス（現・ソニーフィナンシャルグループ）代表取締役社長兼CEOに就任。2023年に退任し、シニアアドバイザーとなった。

## 履歴

### 学歴・職歴
- 1979年（昭和54年）3月 - 東京大学法学部卒業[1]。
- 1979年（昭和54年）4月 - 株式会社三菱銀行（現・株式会社三菱UFJ銀行）入行[2]。
- 1998年（平成10年）3月 - 株式会社東京三菱銀行（現・株式会社三菱UFJ銀行）営業第一本部営業第二部部次長[3]。
- 2001年（平成13年）4月 - 株式会社東京三菱銀行（現・株式会社三菱UFJ銀行）ストラクチャード・ファイナンス部シンジケーション室室長[3]。
- 2002年（平成14年）10月 - 株式会社東京三菱銀行（現・株式会社三菱UFJ銀行）市場金融部シンジケーション室室長[3]。
- 2004年（平成16年）6月 - 株式会社東京三菱銀行（現・株式会社三菱UFJ銀行）シンジケーション部部長[2]。
- 2005年（平成17年）6月 - 株式会社東京三菱銀行（現・株式会社三菱UFJ銀行）執行役員[2]。
- 2005年（平成17年）6月 - ユニオンバンク・オブ・カリフォルニアN.A.（現・MUFGユニオンバンクN.A.）出向 取締役副会長[2]。
- 2008年（平成20年）4月 - 株式会社三菱東京UFJ銀行（現・株式会社三菱UFJ銀行）執行役員 CIB推進部部長[2]。
- 2008年（平成20年）6月 - グローバル・アライアンス・リアルティ株式会社社外取締役[3]。
- 2009年（平成21年）10月 - 株式会社三菱東京UFJ銀行（現・株式会社三菱UFJ銀行）常務執行役員 投資銀行業務、CIB推進部担当[2]。
- 2010年（平成22年）7月 - 株式会社三菱東京UFJ銀行（現・株式会社三菱UFJ銀行）常務執行役員[2]。
- 2010年（平成22年）7月 - ユニオンバンクN.A.（現・MUFGユニオンバンクN.A.）出向 頭取兼CEO[2]。
- 2012年（平成24年）5月 - 株式会社三菱東京UFJ銀行（現・株式会社三菱UFJ銀行）常務執行役員 米州総代表[2]。
- 2013年（平成25年）5月 - 株式会社三菱東京UFJ銀行（現・株式会社三菱UFJ銀行）専務執行役員 米州総代表[2]。
- 2014年（平成26年）7月 - 株式会社三菱東京UFJ銀行（現・株式会社三菱UFJ銀行）顧問[2]。
- 2014年（平成26年）7月 - 米州MUFGホールディングス・コーポレーション設立 取締役会長[2]。
- 2014年（平成26年）7月 - MUFGユニオンバンクN.A.取締役会長[2]。
- 2016年（平成28年）5月 - 株式会社ニコン顧問[2]。
- 2016年（平成28年）6月 - 株式会社ニコン入社 代表取締役副社長兼CFO 社長補佐兼経営監査部、経営戦略本部、財務・経理本部担当[4][5]。
- 2017年（平成29年）6月 - 株式会社ニコン代表取締役副社長兼CFO 社長補佐兼経営監査部、経営戦略本部、財務・経理本部、知的財産本部担当兼経営戦略本部本部長[6]。
- 2019年（平成31年）4月 - 株式会社ニコン代表取締役副社長兼CFO 社長補佐兼経営監査部、財務・経理本部、知的財産本部担当[7]。
- 2019年（令和元年）6月 - ソニーフィナンシャルホールディングス株式会社（現・ソニーフィナンシャルグループ株式会社）社外取締役[8]。
- 2020年（令和2年）4月 - 株式会社ニコン非常勤取締役[9][10]。
- 2020年（令和2年）5月 - 株式会社ニコン退職[11]。
- 2020年（令和2年）6月 - ソニー株式会社（現・ソニーグループ株式会社）上席事業役員[12]。
- 2020年（令和2年）6月 - ソニーフィナンシャルホールディングス株式会社（現・ソニーフィナンシャルグループ株式会社）入社 代表取締役社長兼CEO[13]。
- 2020年（令和2年）6月 - ソニー生命保険株式会社非常勤取締役[14]。
- 2020年（令和2年）6月 - ソニー損害保険株式会社非常勤取締役[15]。
- 2020年（令和2年）6月 - ソニー銀行株式会社非常勤取締役[16]。
- 2020年（令和2年）6月 - ソニーフィナンシャルベンチャーズ株式会社代表取締役社長[17]。
- 2022年（令和4年）6月 - 日本電気株式会社社外取締役（現任）[18]。
- 2023年（令和5年）6月 - ソニーフィナンシャルグループ株式会社シニアアドバイザー（現任）[19]。

## 現職
- ソニーフィナンシャルグループ株式会社シニアアドバイザー
- 日本電気株式会社社外取締役[20]
- 公益財団法人東京二期会評議員[21]